# Scurrula elata
Scurrula elata là một loài thực vật có hoa trong họ Loranthaceae. Loài này được (Edgew.) Danser miêu tả khoa học đầu tiên năm 1929.